# Fire mandskor til tekster av Per Sivle
Fire mandskor til tekster av Per SivleVier liederen voor mannenkoor op teksten van Per Sivle (Noors voor 'Vier liederen voor mannenkoor op teksten van Per Sivle') is een compositie van Eyvind Alnæs. Het zijn vier liederen voor mannenkoor op teksten van Per Sivle. Alnæs gebruikte de volgende gedichten:
1. Nytaar
2. O, vaar
3. Lurleik
4. Haust

Haust (herfst) en Nytaar (nieuwjaar) werden ook van muziek voorzien  door Christian Sinding. De gedichten zijn afkomstig uit Sivles bundel Bersøglis og andre Viser. Drie van de vier liederen van Alnæs behoren tot het vergeten repertoire, de Noorse koren bleven “Haust” zingen.  